# Edward Singhatey
Edward David Singhatey (auch Edward Singhateh) (* 8. August 1968) ist ein gambischer Politiker und Jurist.

## Leben
Nach dem Schulbesuch bis 1987 arbeitete Singhatey von 1989 bis 1990 bei der Gambia Civil Aviation Authority (GCAA), der gambischen Luftfahrtbehörde, als Elektrotechniker. Im Januar 1991 trat er in die Gambia National Army ein und absolvierte eine militärische Offiziers-Laufbahn. Diese brachte ihn unter anderem zum Training in die Vereinigten Staaten, bis er im Juli 1994, also unmittelbar nach dem Putsch Jammehs, zum Minister für Verteidigung ernannt wurde. Singhatey war selbst Mitglied der fünfköpfigen Militärjunta Armed Forces Provisional Ruling Council (AFPRC).
Im November 1994 wurde er zum Captain befördert und war ab dem 30. September 1996, nach der Präsidentschaftswahl 1996, erster Vizepräsident von Jammeh, bis er am 20. März 1997 von diesem Amt von Isatou Njie Saidy abgelöst wurde. Von 1995 bis 1997 war er Verteidigungsminister. Anschließend hatte er weitere Ministerämter inne, unter anderem die Ressorts Präsidialamt, Nationalversammlung, Fischereiwesen und Naturressourcen (Presidential Affairs, National Assembly, Fisheries and Natural Resources), die Ressorts Präsidialamt, Nationalversammlung, Arbeit und Kommunikation & Information (Presidential Affairs, National Assembly Affairs, Works, Communication & Information) und das Ressort Handel, Industrie und Arbeit (Trade, Industry and Employment). Seit 25. März 2005 leitete er das Ministerium für Forstwesen und Umwelt. Am 17. September 2007 wurde Singhatey von Momodou Kotu Cham ersetzt, er war bis zu diesem Zeitpunkt das Kabinettsmitglied des Präsidenten mit der längsten Dienstzeit. Außerdem wurde er von Jammeh als Generalsekretär der Partei Alliance for Patriotic Reorientation and Construction (APRC) entlassen.
Er nahm daraufhin ein Studium der Rechtswissenschaft an der Universität von Gambia auf und schloss dieses als einer der ersten Gambier mit dem Bachelorgrad LL.B. ab. im März 2011 wurde er zum Richter ernannt. Später war er als Rechtsanwalt tätig. Von 2016 bis 2018 war er Vizepräsident der ECOWAS-Kommission in Abuja, Nigeria. 2019 erwarb er an der World Maritime University in Malmö einen Master in internationalem Seerecht.
Die Truth, Reconciliation and Reparations Commission (TRRC), die zur Aufarbeitung der Regierungszeit des früheren Präsidenten Yahya Jammeh ins Leben gerufen wurde, empfahl im November 2021 der gambischen Regierung, Edward Singhatey wegen mehrerer Taten, die er seit dem Putsch von 1994 begangen habe, strafrechtlich zu verfolgen. Die Kommission kam zu dem Schluss, dass Singhatey für die rechtswidrige Inhaftierung und Folterung von Ministern der vom AFPRC gestürzten Regierung von Dawda Jawara, die Ermordung und Folterung von Gegenputschisten im November 1994, den u. a. zusammen mit Yankuba Touray begangenen Mord an Finanzminister Ousman Koro Ceesay im Juni 1995 und die Folterung und unmenschliche Behandlung von Unterstützern der oppositionellen United Democratic Party (UDP) im September 1996 verantwortlich sei. Die Regierung nahm die Empfehlungen der TRRC im Mai 2022 an. Sie sagte zu, sich um die Auslieferung Singhateys und weiterer Mitglieder des AFPRC, die sich im Ausland aufhielten, zu bemühen oder sich für eine strafrechtliche Verfolgung in den Aufenthaltsländern einzusetzen. Sie folgte ferner der Empfehlung der Kommission, einem von Singhatey gestellten Antrag auf Amnestie nicht stattzugeben.
Singhatey ist verheiratet und hat vier Kinder.

## Auszeichnungen
- Grand Officer of The Republic of The Gambia